# Heribert Bahndorf
Heribert Bahndorf (* 3. Juli 1877 in Leipzig; † 3. März 1958 in Friedrichroda) war ein deutscher Maler.

## Leben und Werk
Bahndorf studierte nach Abschluss des Gymnasiums 1894 bis 1895 an der Königlichen Kunstakademie und Kunstgewerbeschule in Leipzig und 1897 bis 1898 an der Königlichen Akademie der Künste in Berlin bei Carl Saltzmann. Dort arbeitete er auch bei Hans Frederik Gude im Meisteratelier für Landschaftsmalerei. Danach ließ er sich als freischaffender Maler nieder. 1899 hielt er sich zum Malen im Harz auf. Um 1930 ist Friedrichroda als sein Wohnort belegt. Bahndorf war Mitglied im Reichsverband Bildender Künstler Deutschlands. Er betätigte sich vor allem als Landschafts- und Marinemaler. Eine wichtige Einnahmequelle waren für ihn viele Künstlerpostkarten, deren Vorlagen er vor allem für Friedr. Martin’s Kunstverlag in Erfurt schuf. Bilder Bahndorfs wurden in Zeitungen und Zeitschriften veröffentlicht, darunter während des Ersten Weltkrieges solche mit kriegsverherrlichenden Motiven. Um 1915 veröffentlichte der Verlag der Münchener graphischen Gesellschaft Pick & Co. die Mappe „Der Völkerkrieg im Bilde“ mit Kupfertiefdrucken nach Originalen u. a. von Bahndorf und Hans Bohrdt.
1916 nahm Bahndorf an der Großen Berliner Kunstausstellung teil.
Bahndorf lebte und arbeitete später in Meersburg. Die meisten Quellen geben an, dass er dort auch 1947 gestorben ist. U. a. eine Lithographie von 1950 spricht jedoch dafür, dass er zu diesem Zeitpunkt noch in Meersburg gelebt hat.

## Werke
- Beschießung der japanischen Stellung vor Tsingtau (Aquarell; 40,5 × 26 cm; 1917 auf einer Auktion der Münchner Galerie Helbig angeboten)
- S. M. S. Kreuzer „Emden“ vernichtet einen russischen Kreuzer und einen französischen Torpedojäger (Aquarell, 43,5 × 29 cm; 1917 auf einer Auktion der Münchner Galerie Helbig angeboten)
- Lange Wiese im Selketal (Tafelbild, Öl, 1920; im Bestand des Harzmuseums Wernigerode)[3]
- Im Selketal (Tafelbild, Öl, 1921; im Bestand des Harzmuseums Wernigerode)[4]
- Walddickicht (Tafelbild, Öl, 1921)[5]
- Morgen im April (Tafelbild, Öl, 1944)[6]
- Heidelberger Schloss (Tafelbild, Öl, 1945)[7]
- Lindau. Blick von der Barfüßerkirche/Stadttheater in die Fischergasse (Aquarell, 1945)[8]
- Blick auf die Insel Lindau vom Toscanapark aus (Lithografie, 1950)[9]